# Алмазов, Владимир Андреевич
Владимир Андреевич Алмазов (27 мая 1931 года — 4 января 2001 года) — кардиолог, доктор медицинских наук (1966), профессор, академик РАМН (1995). Заслуженный деятель науки Российской Федерации (1998).

## Биография
Родился 27 мая 1931 года в деревне Русаново Торопецкого района Тверской области. Учился в начальной сельской школе, в Торопецкой средней школе № 1. В 1948 году поступил в 1-й Ленинградский медицинский институт им. академика И. П. Павлова.
Место работы: с 1972 года — заведующий кафедрой 1-го Ленинградского медицинского института; с 1978 года — главный кардиолог города; с 1980 года — директор НИИ кардиологии Минздрава СССР (Санкт-Петербург), председатель Кардиологического общества Санкт-Петербурга им. Г. Ф. Ланга.
Клиника кафедры факультетской терапии, в которой работал Алмазов, стала многопрофильным лечебным учреждением, включающим терапевтическое, кардиологическое, эндокринное и гематологическое отделения, отделение интенсивной терапии.
Заложил основу кардиологической научной школы, ставшей базой для создания в 1980 году Научно-исследовательского института кардиологии Минздрава СССР.
Под руководством Алмазова защищено 60 кандидатских и 25 докторских диссертаций.
Академик РАМН, состоял в Отделении медицинских наук АН РБ. Избирался народным депутатом СССР от Академии медицинских наук СССР.

## Память
- Памятник на Серафимовском кладбище (Коммунистическая площадка)
- В 2002 году его именем была названа одна из ведущих клиник Санкт-Петербурга и России — ФГБУ «НМИЦ им. В. А. Алмазова» Минздрава России
- Телефильм «Ломоносов из Торопца» (2001)

## Труды
Автор более 300 научных трудов, в том числе 25 монографий и учебников по медицине — проблемам артериальной гипертензии и ишемической болезни сердца.
- Клиническая патофизиология: учеб. пособие для студентов мед. вузов / В. А. Алмазов, Н. Н. Петрищев, Е. В. Шляхто, Н. В. Леонтьева. — 1999. — 464 с.
- Пограничная артериальная гипертензия / В. А. Алмазов, Е. В. Шляхто, Л. А. Соколова. — 1992. — 189 с.
- Алмазов В. А. Здоровье — главная ценность. — Л.: Лениздат, 1987.

## Награды
- Заслуженный деятель науки Российской Федерации (1998)
- В 1996 году Международный биографический центр (Кембридж) присудил ему медаль и диплом «За выдающиеся достижения в медицине XX столетия»